# الرجل الفولاذي (فلم)
الرجل الفولاذي (بالإنجليزية: Man of Steel) هو فيلم بطل خارق أمريكي من إخراج زاك سنايدر وإنتاج كريستوفر نولان وسيناريو بواسطة ديفيد غوير. مبني على شخصية دي سي كومكس سوبرمان. الفيلم هو ريبوت لسلسلة أفلام سوبرمان، مصوراً القصة الأصلية للشخصية. رجل من حديد من بطولة هنري كاڤيل بدور كلارك كينت/سوبرمان وايمي ادامز بدور لويس لين ومايكل شانون بدور الجنرال زود.
تطوير الرجل الفولاذي بدأ في 2008 عندما أخذت وارنر برذرز أفكاراً من كُتاب القصص المصورة وكتاب السيناريو ومخرجين لعمل ريبوت للسلسلة. في 2009 حكمت محكمة لصالح عائلة جيري سيغل (مبتكر شخصية سوبرمان مع زميله جو شوستر) التي أستعادت حقوق أصول سوبرمان وحقوق ملكية سيغل. القرار نص على أن وارنر برذرز لا تدين للعائلات بأي حقوق إضافية من الأفلام السابقة للسلسلة، لكن إذا لم يبدأوا بإنتاج فيلم لسوبرمان بحلول 2011، عندها بإمكان عقارت
سيغل وشوستر أن يرفعوا دعوى للمطالبة بعائدات مفقودة على فيلم غير منتج. أخذ نولان فكرة القصة من غوير بعد نقاش حول فيلم نهوض فارس الظلام. تم تعيين سنايدر كمخرج في أكتوبر 2010. بدأ التصوير الرئيسي للفيلم في أغسطس 2011 في غرب شيكاغو، قبل أن ينتقل إلى بلانو وفانكوفر. طرح الفيلم في 13 يونيو 2013 في الوطن العربي بدور العرض التقليدية وثلاثية الأبعاد والآيماكس، و14 يونيو في الولايات المتحدة. تلقى الفيلم مراجعات متباينة من النقاد. تبع الفيلم عمل ثاني يحمل عنوان باتمان ضد سوبرمان: فجر العدالة صدر في 25 مارس 2016.

## مقدمة الفيلم
كلارك كينت صحفي في العشرينات من عمره، الذي تبنياه كل من جونثان وماراتا كينت بعد أن تم نقله إلى الأرض من كوكب كريبتون الذي أنفجر بعد ذلك. فنشأ على قيم والداه بالتبني. يشعر بالنفور بسبب قدراته الخارقة ويكافح ليجد له مكان في الحياة. عندما يتعرض العالم لهجوم. يصبح بطلاً يدعى سوبرمان ليحمي الأرض وسكانها.

## الممثلون
- هنري كاڤيل بدور (كلارك كينت/سوبرمان) ولد بكوكب كريبتون وارسله والده إلى الأرض قبل تدمير كريبتون بلحظات
- ديان لين بدور (مارثا كينت) والده كلارك الأرضية والتي ستربيه
- إيمي ادامز بدور (لويس لين) صحفيه إلى تهتم بشؤون سوبر مان وتحاول معرفه اسراره «رشحت للدور كرستين ستيوارت وميلا كونس واوليفا وليد»
- مايكل شانون بدور (جنرال زود) ابن كوكب كريبتون الذي اتى إلى الأرض ليحاول اعاده سوبر مان «رشح للدور فيجو مورتيسن»
- لورانس فيشبورن بدور (بيري وايت) رئيس تحرير صحفيه ديلى نيوز
- راسل كرو بدور (جور-إيل) والد سوبر مان في كوكب كريبتون والذي ارسله للارض «رشح للدور شون بين وكليف اوين»
- كريستوفر ميلوني بدور (كولونيل هاردي)
- كيفن كوستنر بدور (جوناثان كينت)
- ايليت زورير بدور (لارا لور-فان) والده سوبر مان من كوكب كريبتون
- ريتشارد شيف بدور (د. اميل هاميلتون)

## الإنتاج

### تطوير
في 2008 أخذت وارنر برذرز أفكاراً من كُتاب القصص المصورة وكتاب السيناريو ومخرجين لكيفية عمل ريبوت ناجح لسلسلة سوبرمان. مارك ميلير وهو أحد كتاب القصص المصورة خطط بالتعاون مع المخرج ماثيو فون لأن تكون مدة الفيلم ثماني ساعات على شكل ثلاثية ملحمية كحال سيد الخواتم، بحيث يصدر كل جزء بعد الآخر بسنة. مارك ميلير قارنها بثلاثية العراب، بحيث تلخص حياة سوبرمان برمتها من أيامه الأولى في كريبتون وحتى النهاية عندما يفقد قواه نتيجة تحول الشمس إلى مستعر أعظم.
في أغسطس 2009، حكمت محكمة لصالح عائلة جيري سيغل التي أستعادة حقوق أصول سوبرمان وحقوق سيغل في العدد الأول من القصص المصورة (أكشن كوميكس). إضافة إلى ذلك، قرر القاضي أن وارنر برذرز لا تدين للعائلات بأي حقوق إضافية من الأفلام السابقة للسلسلة، لكن إذا لم يبأدوا بإنتاج فيلم لسوبرمان بحلول 2011، عندها بإمكان عقارت سيغل وشوستر أن يرفعوا دعوى للمطالبة بعائدات مفقودة على فيلم غير منتج.
خلال نقاش حول نهوض فارس الظلام في 2010، ديفيد غوير أخبر كريستوفر نولان بفكرته حول تقديم سوبرمان في سياق حديث. أعجب نولان بفكرة غوير وأخذها إلى الأستديو، الذي عين نولان كمنتج وغوير ككاتب بنائاً على النجاح المالية والنقدي لفارس الظلام. نولان صرح بأن الفيلم لن تكون له أي صلة بالأجزاء الماضية. جيف روبنف رئيس وارنر برذرز تحدث إلى مجلة انترتينمنت ويكلي وقال «الفيلم سيحدد الطريقة التي ستصنع فيها الأفلام من الآن وصاعداً. أنها قطعاً خطوة أولى.»

### قبل الإنتاج
غييرمو ديل تورو الذي عمل سابقاً مع غوير على فيلم بليد 2 (فيلم)، رفض إخراج الفيلم بسبب ارتباطه بمشروع آخر. تم التشاور مع روبرت زيميكس لكنه رفض بسرعة. بن أفليك ودارين أرنوفسكي ودانكن جونز وجوناثان ليبزمان ومات رييفز وتوني سكوت هم الأخرون تم ترشحيهم لإخراج الفيلم، قبل تعيين زاك سنايدر كمخرج في أكتوبر 2010. بدأ اختيار الممثلين في شهر نوفمبر التالي.

### تصوير
بدأ تصوير الفيلم في 1 أغسطس، 2011، في منطقة صناعية قرب مطار دوبيج تحت اسم «خريف فروست». أعرب زاك سنايدر عن تردده في تصوير بتقنية 3D بسبب القيود التقنية لها، لكنه لاحقاً أكد أن الفيلم سيصدر 2D و3D و3D الآيماكس. كان من المتوقع أن يستمر التصوير لثلاثة أشهر. وقع الأنتاج في بلانو من 22-29 أغسطس. ثم انتقل التصوير إلى شيكاغو لووب من 7-17 سبتمبر. استوديوهات فانكوفر السينمائية وشيكاغو هي الأخرى مواقع للتصوير.

### موسيقى

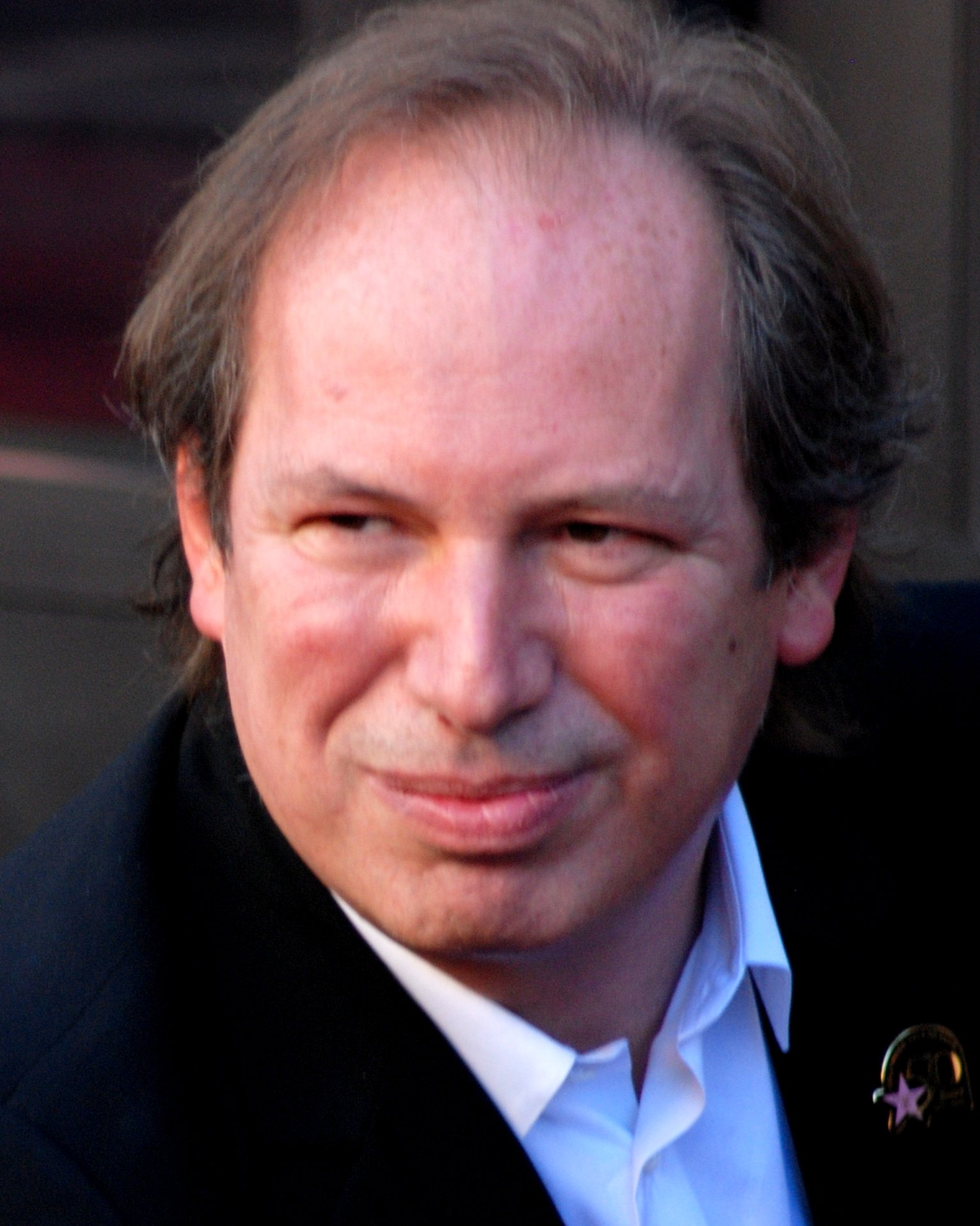
هانز زيمر ألف وأنتج الموسيقى التصويرية لرجل من حديد.

نفى هانز زيمر في البداية الشائعات التي ربطته بالفيلم، لكن في يونيو، 2012، تم التأكيد بأنه سيؤلف موسيقى الفيلم. ولجعل رجل من حديد مميز عن أفلام سوبرمان السابقة فإن الموسيقى الشهيرة "Superman March" لجون ويليامز لم تستعمل في الفيلم. صدرت الموسيقى في 11 يونيو، 2013.

## الاستقبال
تلقى الفيلم مرجعات متباينة من النقاد، حالياً الفيلم حاصل على نسبة 56% من المراجعات إيجابية على موقع الطماطم الفاسدة بنائاً على 234 مراجعة نقدية، مع متوسط تقييم 10/6.3. ميتاكريتيك أعطى الفيلم متوسط تقييم 100/55، بنائاً على 47 مراجعة.
ريتشارد روبر من صحيفة شيكاغو سن-تايمز قال بأن الفيلم لم يغطِ أسس جديدة فيما يتعلق بسوبرمان. ليزا كينيدي من صحيفة الدنفر بوست كتبت بأن المشكلة الرئيسية برجل من حديد هي «الإيقاع والتوازن في سرد القصة والإخراج» مما أدى تأرجح الفيلم «بين التدمير المبالغ فيه والجانب العاطفي.»
وعلى العكس، بيتر ترافرز من مجلة رولينغ ستون أعطى الفيلم 4 نجوم من 5 وقال «رجل من حديد رحلة وعرة لكن من المستحيل أن تبقى مغمض العينين عن عجائبه.» آي جي إن أعطى رجل من حديد 9 من 10، واصفاً الفيلم ب«المذهل» ومدح مشاهد الحركة وأداء راسل كرو مايكل شانون وكيفن كوستنر.

## تتمة
في 10 يونيو، 2013، أعلن أن المخرج زاك سنايدر وكاتب السيناريو ديفيد إس. غوير سيعودان لتتمة للفيلم الذي يجري التحضير له بسرعة من قبل شركة وارنر بروس. ديفيد إس. غوير وقع سابقاً عقد ل3 أفلام، والتي تضمنت رجل من حديد، وجزء المتمم، وفيلم فرقة العدالة (Justice League) الذي يضم سوبرمان، ومن المتوقع أيضا عودة كريستوفر نولان كمنتج، وإن كان ذلك في دور أقل مما كان في هذا الفيلم. في 20 يوليو/تموز، 2013، أكد زاك سنايدر خلال مؤتمر سان دييغو كومك-كون الدولي بأن الفيلم المتمم لرجل من حديد سيضم سوبرمان وباتمان يتلقيان لأول مرة في فيلم سينمائي. غوير وسنايدر سيكتبان القصة وغوير سيكتب السيناريو. كريستوفر نولان وزوجتة إيما توماس سيكونان المنتجين المنفذين. هنري كافيل وايمي ادامز وديان لين ولورنس فيشبورن. تم التأكيد على عودتهم لأدوارهم، بينما سيتم اختيار ممثل جديد لدور باتمان. غوير صرح بأن باتمان وسوبرمان سيكونان خصمان، وأن عناوين الفيلم المقترحة هي Batman vs. Superman أو Superman vs. Batman. في 22 أغسطس، 2013، أعلن موقع The Hollywood Reporter أنه تم اختيار بن أفليك لدور باتمان، إضافة تحديد تاريخ الصدور وهو 17 يوليو، 2015.

## وصلات خارجية
- الموقع الرسمي
- مقالات تستعمل روابط فنية بلا صلة مع ويكي بيانات